# Apocalyptica
Apocalyptica és un grup de Cello Rock format a Hèlsinki, Finlàndia el 1992 per quatre violoncel·listes graduats a l'acadèmia Sibelius de música clàssica. Són coneguts per tocar cançons de Heavy Metal amb violoncels.

## Components

### Actuals
- Eicca Toppinen - violoncel (1992)
- Paavo Lötjönen - violoncel (1992)
- Perttu Kivilaakso - violoncel (1999)
- Mikko Sirén - bateria (2005)

### Anteriors
- Antero Manninen - violoncel (1992-1999) Actualment participa en alguns concerts.
- Max Lilja - violoncel (1992-2002) Actualment és membre del grup finlandès Hevein.

## Història

### Principis
Apocalyptica es va formar el 1992 a l'acadèmia de música clàssica Sibelius de Hèlsinki a Finlàndia quan diversos amics feien covers dels seus grups preferits només per diversió, però amb la diferència que les tocaven amb els seus violoncels. Al principi sol tocaven en festes, campaments i davant els seus amics, però després van començar a tocar en clubs.
El desembre de 1995 després de tocar "Màster of Puppets" i "Creeping Death" al Heavy Metal Club Theatre, Kari Hynninen, un representant de Zen Garden, els va convidar a gravar un àlbum. Com la majoria dels seus covers eren de Metallica van decidir gravar l'àlbum exclusivament amb cançons d'ells. Així, el 1996 sota el nom d'Apocalyptica (fusió d'Apocalypse i Metallica) va sorgir Plays Metallica by Four Cellos, el qual va vendre més de 450.000 còpies al voltant del món. Aquell mateix any, el 18 i 19 de novembre, van fer de taloners per a Metallica durant els seus dos concerts a Hèlsinki.
El 1998, després de l'èxit del seu primer àlbum, van llançar Inquisition Symphony, que contenia més covers de Metallica i d'altres bandes com Sepultura, Faith No More i Pantera. A més incloïa tres temes originals compostos per Eicca Toppinen.
Després d'aquest àlbum va començar la seva gira mundial que incloïa Itàlia, Grècia, Luxemburg, Polònia, Mèxic, entre altres països. Un any després Antero Manninen decideix marxar de la banda per seguir amb els seus estudis de música clàssica. Va ser reemplaçat per Perttu Kivilaakso, que al principi no va poder entrar a la banda, ja que era menor d'edat i no havia acabat els seus estudis.
El 1999 el grup va ser convidat a tocar amb un concert de Metallica amb l'orquestra simfònica de San Francisco, S&M. Un any després van llançar el seu tercer àlbum, Cult, que incloïa únicament cançons originals, però no van voler deixar enrere les seves arrels, de manera que van incloure dos covers més de Metallica i un cover del clàssic del compositor noruec Edvard Grieg, "In the Hall of the Mountain King".
Aquest va ser un gran pas per a ells, no solament perquè eren el seu primer àlbum amb temes originals, sinó perquè també van incloure altres instruments d'orquestra, violoncels elèctrics i per primera vegada van fer col·laboracions vocals. Un any després van llançar el seu primer DVD en viu, Live.

### En Max se'n va
Al cap d'un temps el grup va canviar de discogràfica i van començar les discussions entre Eicca i Max Lilja pel futur del grup, fins al punt que un dels dos se n'havia d'anar. Els altres integrants es van posar al costat d'Eicca i al final Max va decidir deixar el grup. Com que no van poder trobar reemplaçament el grup es va convertir en trio i Antero hi va tornar, però només per tocar en viu.
En aquell temps Apocalyptica havia trobat el seu estil propi, denominat Cello Rock. Així i tot, sentien que al grup li faltava alguna cosa i van decidir convidar un vell amic, Dave Lombardo, a qui van conèixer el 1998 en tocar junts "South of Heaven" i "Mandatory Suicide" als Països Baixos. Després de gravar algunes cançons amb bateria, van quedar sorpresos de com de bé que sonava i de seguida van veure que això era el que faltava al grup.
Així, el 2003, van treure Reflections, deixant enrere els covers i entrant a una nova etapa. Més tard van treure una versió revisada de l'àlbum on inclouien un nou cover, "Seemann" de Rammstein, amb la veu de Nina Hagen. Durant la seva gira, Apocalyptica va convidar Dave a tocar, però no va poder per falta de temps, de manera que van convidar un altre bateria, Mikko Sirén.
El 2005 van treure el seu àlbum homònim que incloïa dos cantants famosos de Finlàndia i tres versions de la seva cançó "Quutamo" en diferents idiomes: anglès, francès i alemany. El desembre del mateix any el grup va presentar al seu nou integrant, Mikko, qui havia tocat a la seva gira i col·laborat amb algunes cançons.

### Desè aniversari
L'any 2006 van treure un recopilatori en commemoració del seu desè aniversari. Aquest incloïa les seves millors cançons instrumentals i totes les seves col·laboracions vocals. A més incloïa un cover de Slayer tocat a l'estil de Plays Metallica by Four Cellos i una nova col·laboració amb la veu de Max Cavalera. La idea original del recopilatori era, com el seu nom indica, incloure cançons remasteritzades, incloent-hi violoncels elèctrics i bateria, però pels problemes del canvi de discogràfica no van poder aconseguir els drets de les cançons en aquell moment.
Aquell mateix any també van llançar el seu segon DVD en directe, The Life Burns Tour, un dels seus concerts de la seva llarga gira mundial del 2005.
El maig del 2007 el grup va aparèixer en l'intermedi de la final del Festival de la Cançó d'Eurovisió 2007, on van tocar en una mescla de 8 minuts "Worlds Collide", "Faraway" i "Life Burns!". Quatre mesos després van llançar el seu àlbum Worlds Collide, el qual inclou de nou la col·laboració de Dave Lombardo, un cover de David Bowie, i per primera vegada van incloure cançons escrites per Mikko i Paavo. La col·laboració de Joseph Duplantier va quedar fora, ja que els membres de la banda sentien que la cançó no li quedava bé a l'àlbum.
Actualment, van començar la seva gira Worlds Collide Tour per Europa i Amèrica Llatina i continuen pels Estats Units. També van començar a gravar el seu nou vídeo "I Don't Care" a Toronto, Canadà, aquest dirigit per Lisa Mann.

## Discografia
- Plays Metallica by Four Cellos (1996)
- Inquisition Symphony (1998)
- Cult (2000)
- The Best of Apocalyptica (2002)
- Reflections (2003)
- Apocalyptica (2005)
- Amplified // A Decade of Reinventing the Cello (2006)
- Worlds Collide (2007)
- 7th Symphony (2010)
- Wagner Reloaded (2013)
- Shadowmaker (2015)
- Cell-0 (2020)
- Plays Metallica Vol. 2 (2024)